# 益田さやか
益田 さやか（ますだ さやか、1981年 - ）は、岡山放送 (OHK) の関連会社であるOHKエンタープライズに所属する報道記者、ニュースキャスター、リポーター。

## 来歴
香川県出身。中学・高校在学時には放送部に所属し、NHK全国学校音楽コンクールのアナウンス部門で全国大会に出場。
大学4年時にはアナウンサーを志してアナウンススクールに通うも採用試験を受けられず、代わりにOHKのリポーター募集に応募・採用。OHKエンタープライズ所属となり、岡山放送の『あいらぶカフェ』などでリポーターを務めた。
2006年から岡山放送報道部へ出向し、『OHKスーパーニュース』でお天気キャスターを務めた。2007年4月からは夜のローカルニュース担当にもなり、現在は再びリポーターとして活動中。

## 出演
- あいらぶカフェ - リポーター
- OHKフラッシュニュース
- ニュースJAPAN - 火曜・水曜ローカルニュース部担当
- OHKスーパーニュース - リポーター。過去に気象情報を担当